# 木場出入口 (東京都)

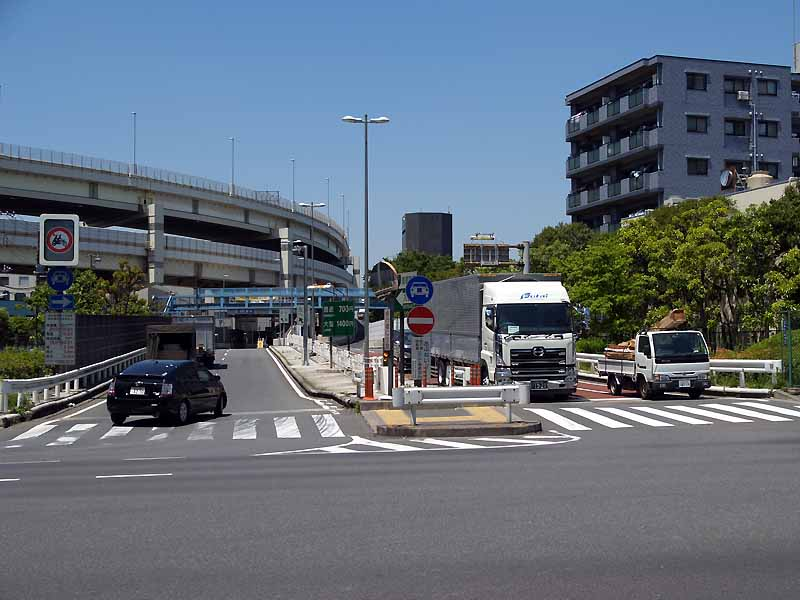
木場出入口

木場出入口（きばでいりぐち）は、東京都江東区にある首都高速道路9号深川線の出入口。箱崎JCT方面の出入口のみ設置されているハーフインターチェンジである。
2022年（令和4年）4月1日以降、入口はETC専用となっている。

## 接続道路
- 東京都道319号環状三号線（三ツ目通り）

## 周辺
- 深川ギャザリア（イトーヨーカドー木場店）
- 木場駅
- 木場公園
- 東京都現代美術館
- 木場親水公園

## 料金所
- レーン数：2
  - ETC専用：1
  - ETC/サポート：1

## 隣
首都高速9号深川線
(902)福住出入口 - (903)木場出入口 - (904)塩浜入口